# SugarPop
Sugarpop es un grupo musical de Filipinas integrada por niños cantantes que regularmente se presentaron en el programa de la cadena televisiva GMA, además realizaron conciertos en un canal de televisión, SOP. Todos los miembros de Sugarpop han entrado en competencia en QTV en el programa llamado PopStar Kids. El nombre es de Sugarpop Jaya, uno de los anfitriones y cantante relativo a las normas del SOP.

## Miembros
- Rita Iringan -'Ganadora
- Pocholo Bismonte -finalista
- Vanessa Rangadhol -finalista
- Renzo Ramil Almario ♥ -'-Subcampeón
- Julie Anne San José -finalista
- Merari Flores también conocido como Filipinas (diva del rock dulce) - "El ganador del Gran Slam"

## Discografía

### Sugarpop
| Pista | Nombre de la canción                           |
| ----- | ---------------------------------------------- |
| 1     | Sugarpop                                       |
| 2     | Nombre del juego                               |
| 3     | Mo Na ... Di Ba?                               |
| 4     | Chocolate                                      |
| 5     | Ypu Lift Me Up                                 |
| 6     | Walang Laglagan                                |
| 7     | Feliz gancho                                   |
| 8     | Escrito en la arena                            |
| 9     | Paraíso                                        |
| 10    | Gracias Po                                     |
| 11    | Sugarpop (Single Edit)                         |
| 12    | Mundo (tema principal de Dyesebel)             |
| 13    | Siya Na Nga Kaya? (tema principal de Dyesebel) |
| 14    | Kita (tema principal de Marimar)               |

- Datos: Q5843959